# Ŗ
Ŗ, ŗ (R z cedyllą) – litera alfabetu łacińskiego używana w języku łotewskim na oznaczenie miękkiego R ([rʲ]), oficjalnie usunięta z pisowni po 1946.
Podobne użycie diakrytyku występuje we współczesnych łotewskich literach: Ģ, Ķ, Ļ i Ņ.
Występowała także w sugerowanym przez Jana Kochanowskiego zapisie, dla języka średniopolskiego do oznaczenia dźwięku rz.